# 神明社の大シイ

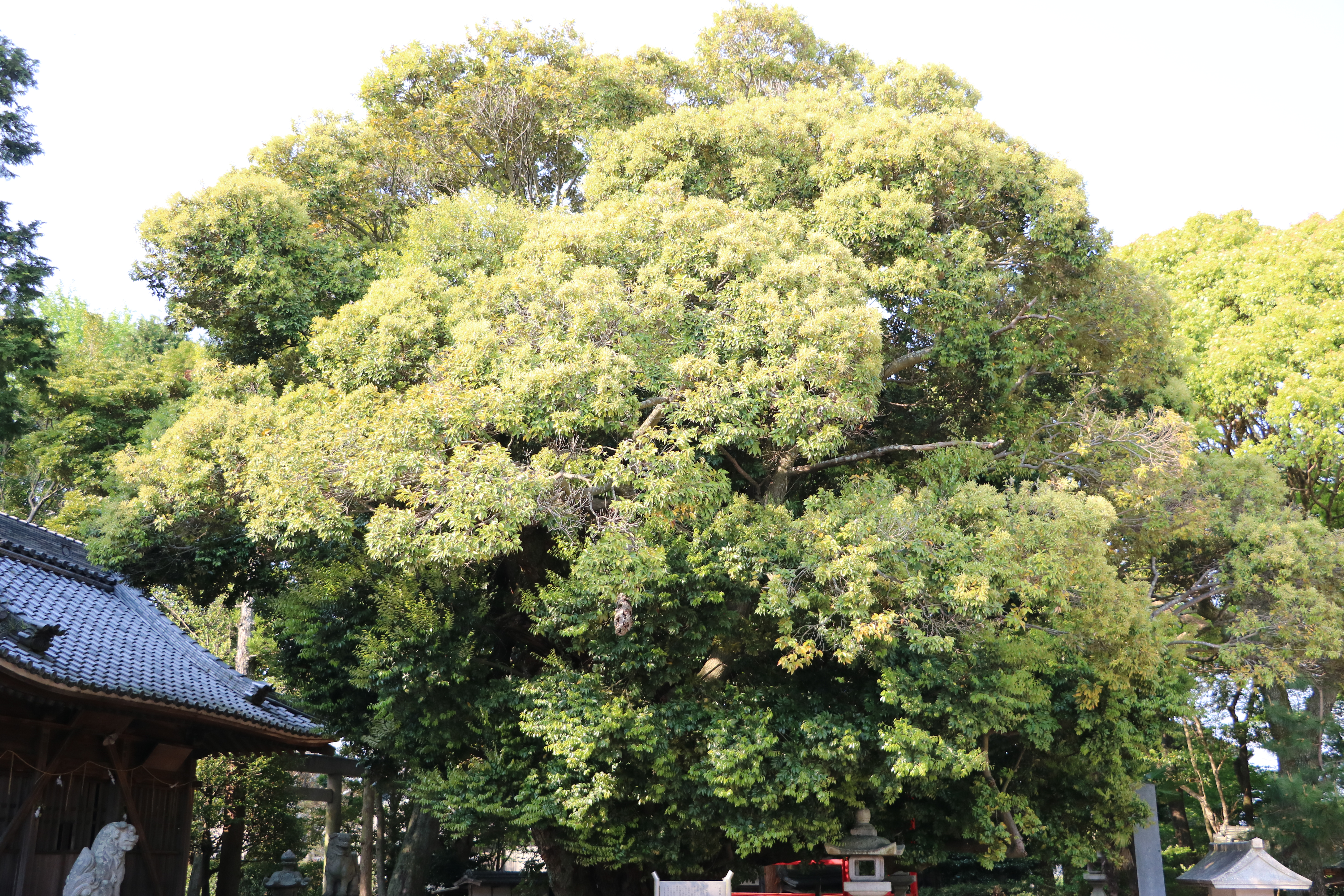
神明社の大シイ。社殿の東側に隣接して生育する。2022年4月20日撮影

神明社の大シイ（しんめいしゃのおおシイ）は、愛知県西尾市上永良町に鎮座する上永良神明社（かみながらしんめいしゃ）境内に生育する、国の天然記念物に指定されたスダジイ（椎）の巨樹である。スダジイはブナ科シイ属の常緑広葉樹のひとつで、日本でシイ、シイノキ（椎、椎の木）という場合、通常はこのスダジイを指す。東海地方におけるシイノキの代表的な巨樹として、1932年（昭和7年）4月19日に国の天然記念物に指定された。
推定される樹齢は1000年を超すと伝わる老樹であり、指定された1932年（昭和7年）当時は、愛知県内における最大規模のシイノキの巨樹であったが、老齢による衰弱により主幹は失われ、残されていた主な幹や枝も1959年（昭和34年）の伊勢湾台風の強風を受け倒伏してしまい、一時期は指定当時の面影はないとされていたが、幸いにも樹木自体の枯死は免れたため天然記念物の指定解除には至らず、その後は生き残った枝や、倒伏した主幹下部から萌芽したひこばえが成長し繁茂している。

## 解説

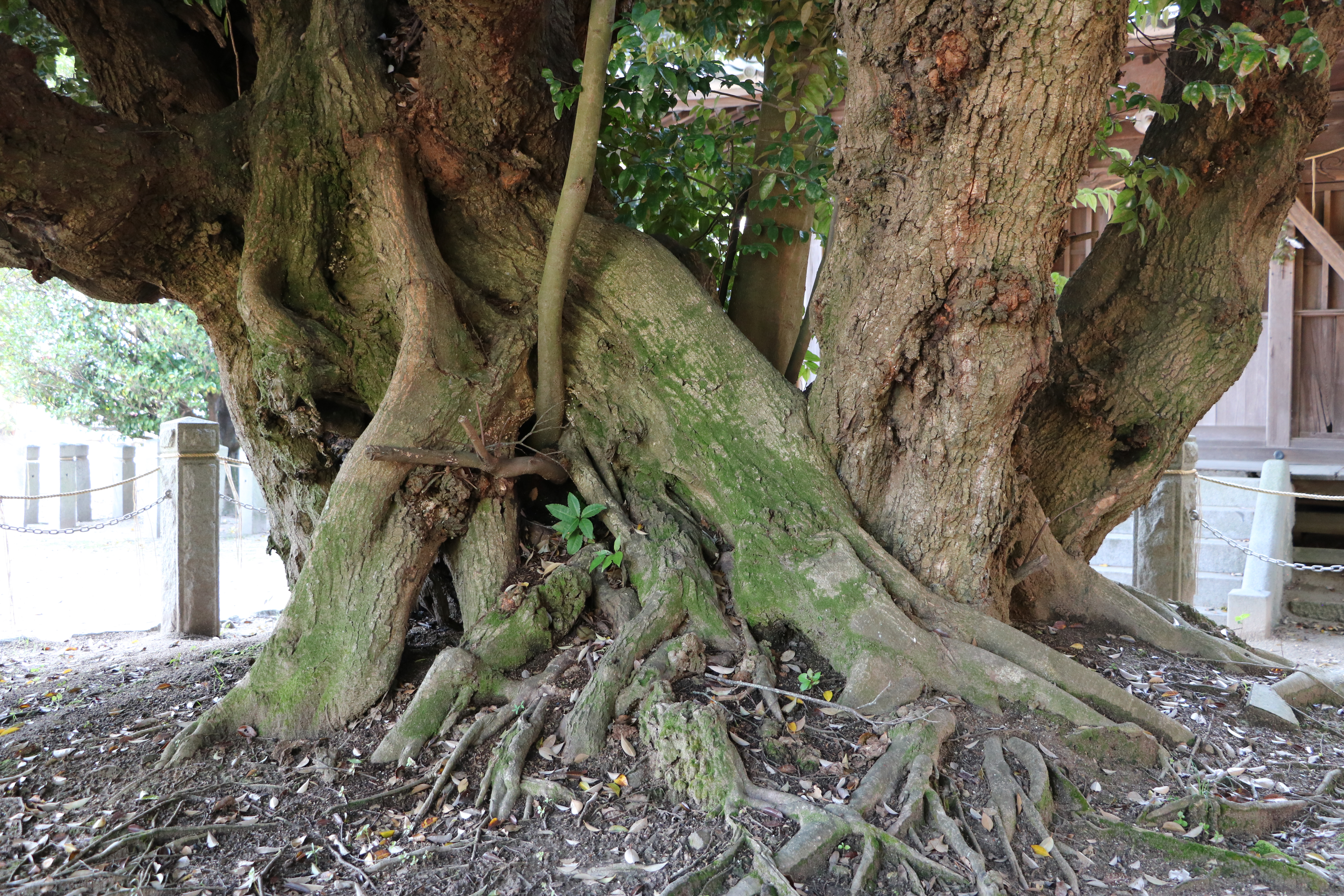
神明社の大シイの根元。中央部にあった主幹は失われているが、根元の周囲より複数の枝や、ひこばえが伸びて成長し繁茂している。2020年4月20日撮影

神明社の大シイのある上永良神明社の歴史は古く、創建は貞観年間（859年から877年）と伝わる神明社の古社で、愛知県西尾市の東北部に位置する上永良町に所在する。国の天然記念物に指定された大シイ（スダジイ）は、神明社の拝殿の前に生育している。所在する西尾市は愛知県中央部の西三河地域の南部にあり、愛知県中部を流れる矢作川が三河湾へ流れ出る河口部東側の沖積平野が広がり、神明社の大シイのある上永良神明社境内も矢作川水系矢作古川の支川のひとつ、広田川右岸（西岸）の堤防に隣接した平坦な場所に位置している。
神明社の大シイは国の天然記念物に指定された1932年（昭和7年）の時点では、樹高約8メートル、胸の高さでの幹囲は約6.8メートル、根回りは約20メートルと言う、シイノキとしては稀にみる巨樹であった。さらにさかのぼった1912年（明治45年）には『幡豆郡に於ける老木』と題した当時の愛知県による調査が行われており、この記録の中に「上永良の郷神明社拝殿前椎」として、この大シイの調査記録が残されており、太さ36尺（約11メートル）、高さ10間（約18メートル）、樹齢1000年と記されている。
国の天然記念物に指定された後、時期は定かではないが老樹のため主幹が失われ、1958年（昭和33年）に植物学者の本田正次が著した『植物文化財 天然記念物・植物』によれば、根元の南側に腐朽した基部が残っているだけであるが、東側から南北2方向に横枝を出し、西側からも2本の枝が出ていたという。ただ、この時点では朽ちた主幹の下方内部は空洞になっており、幹の西側に空洞の口を開いていたという。
このように衰弱したところへ、1959年（昭和34年）の伊勢湾台風の強風のダメージを受け倒伏してしまったが、枯死は免れて樹木自体は生き延び、その後樹勢が徐々に回復していき、残された胸高囲1メートル前後の2つの枝が上方に伸び、基部周辺から萌え出したひこばえが成長し、今日では大きな樹形となって繁茂している。
スダジイは温暖な地域に自生する常緑樹で、大きいものでは樹高25メートルに達し、材質が硬く、弾力があるため建築用の木材や家具に利用され、樹皮を煎じた煮汁を使って漁網などを染色することもあったという。愛知県内では主に三河湾に近い南部に生育しており、西尾市内では東部の社寺境内に多い。秋に実る果実は「椎の実」として知られ古くから食用にされるが、一般的には小さな球形であるのに対し、神明社の大シイの実は大型の楕円形で、かなり丸みを帯びている。
ここ上永良（かみながら）は、かつて豊臣秀吉と徳川家康に仕え、後に伊予国（現愛媛県）松山城の城主となった、いわゆる賤ヶ岳の七本槍・七将の一人として知られる加藤嘉明の出身地と言われ、1625年（寛永2年）の本殿再建に力を貸したという。また、1627年（寛永4年）に嘉明が会津藩へ移封される途上、この神明社に立ち寄り、当社の神職であった神尾寺五右衛門と八兵衛に、加藤の姓を与えたと言い伝えられており、昭和初期には『加藤嘉明生誕地』と刻まれた石碑が境内に建立されている。

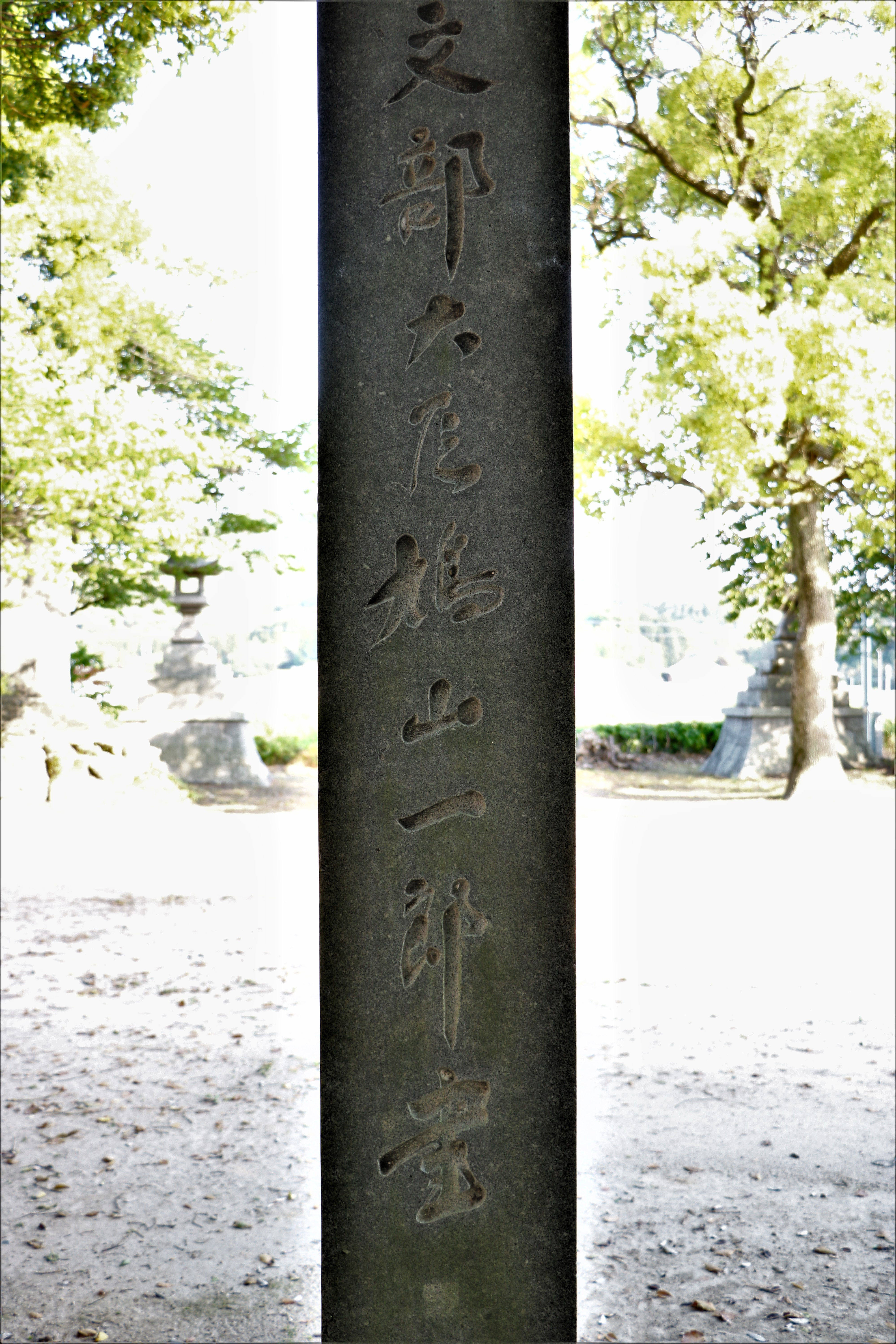
国指定天然記念物石碑は、指定当時の第40代文部大臣（犬養内閣）であった鳩山一郎の書によるものである。
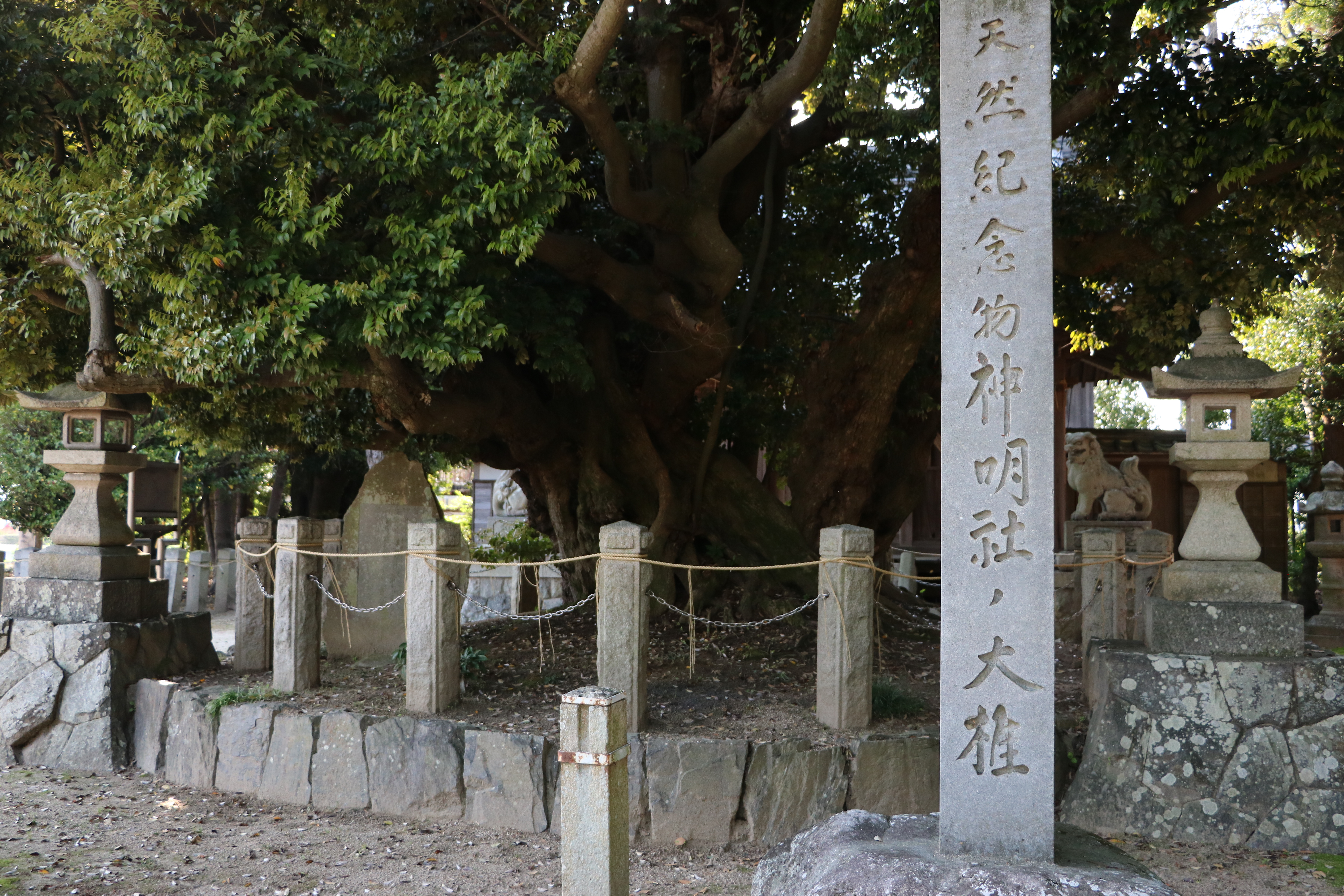
天然記念物指定の石碑と神明社の大シイ。瑞垣に囲まれ大切に保護されている。
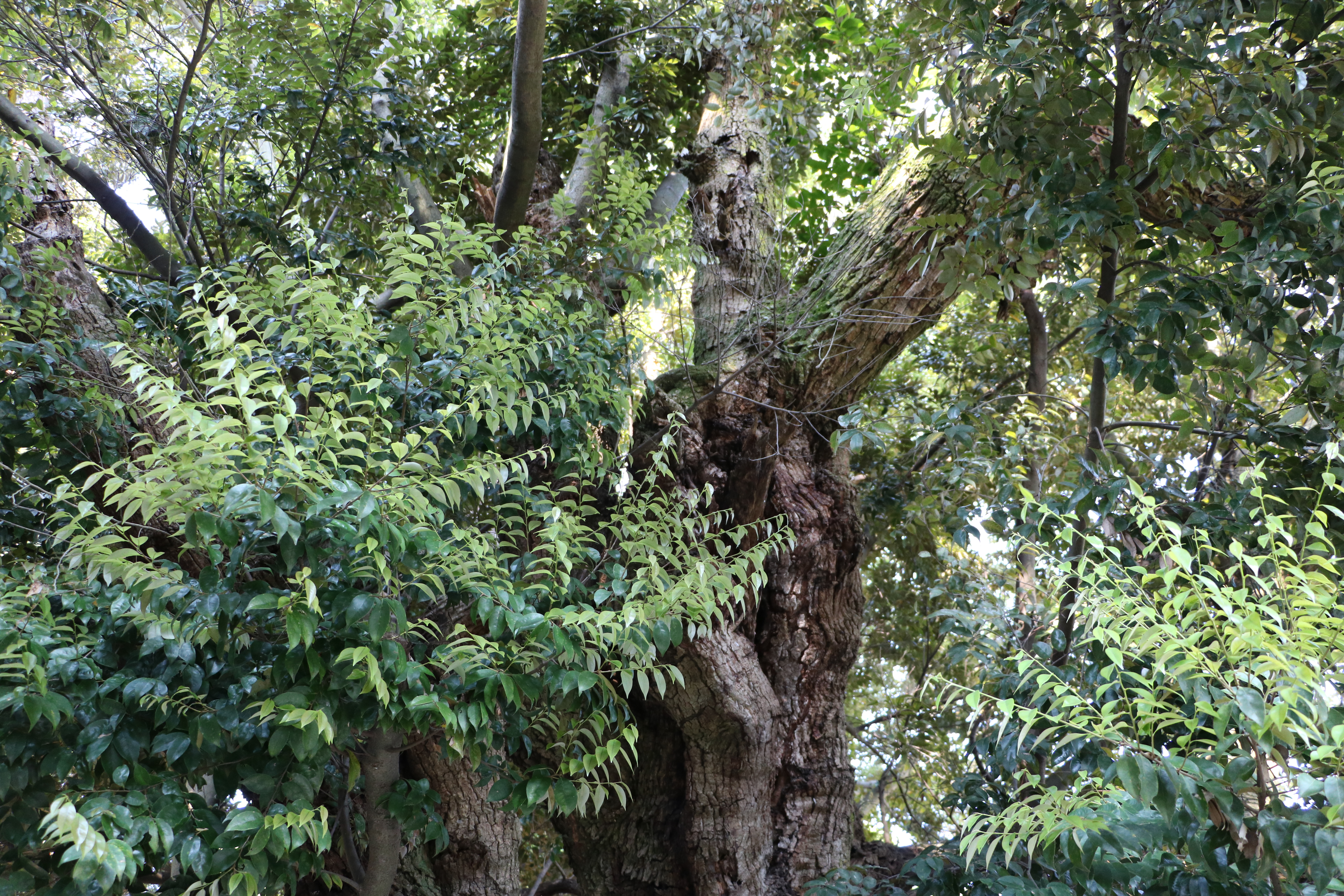
樹幹中央部付近。枯死を免れ、繁茂している。

## 交通アクセス
所在地
- 愛知県西尾市上永良町宮東11[3]。

最寄駅
- 東海旅客鉄道（JR東海）東海道本線相見駅から4.5キロメートル[12]。
- 名鉄西尾線西尾口駅から4.7キロメートル[12]。

バス停
- 名鉄東部交通 岡崎・西尾線 貝吹バス停から徒歩5分（約400メートル）[12]。